# Падуанський ботанічний сад
45°23′56″ пн. ш. 11°52′50″ сх. д. / 45.39889° пн. ш. 11.88056° сх. д.
Падуанський ботанічний сад (італ. Orto botanico di Padova) — найстаріший зі збережених і постійно діючих ботанічних садів Італії та Західної Європи, заснований у 1545 році.

## Історія

### Створення

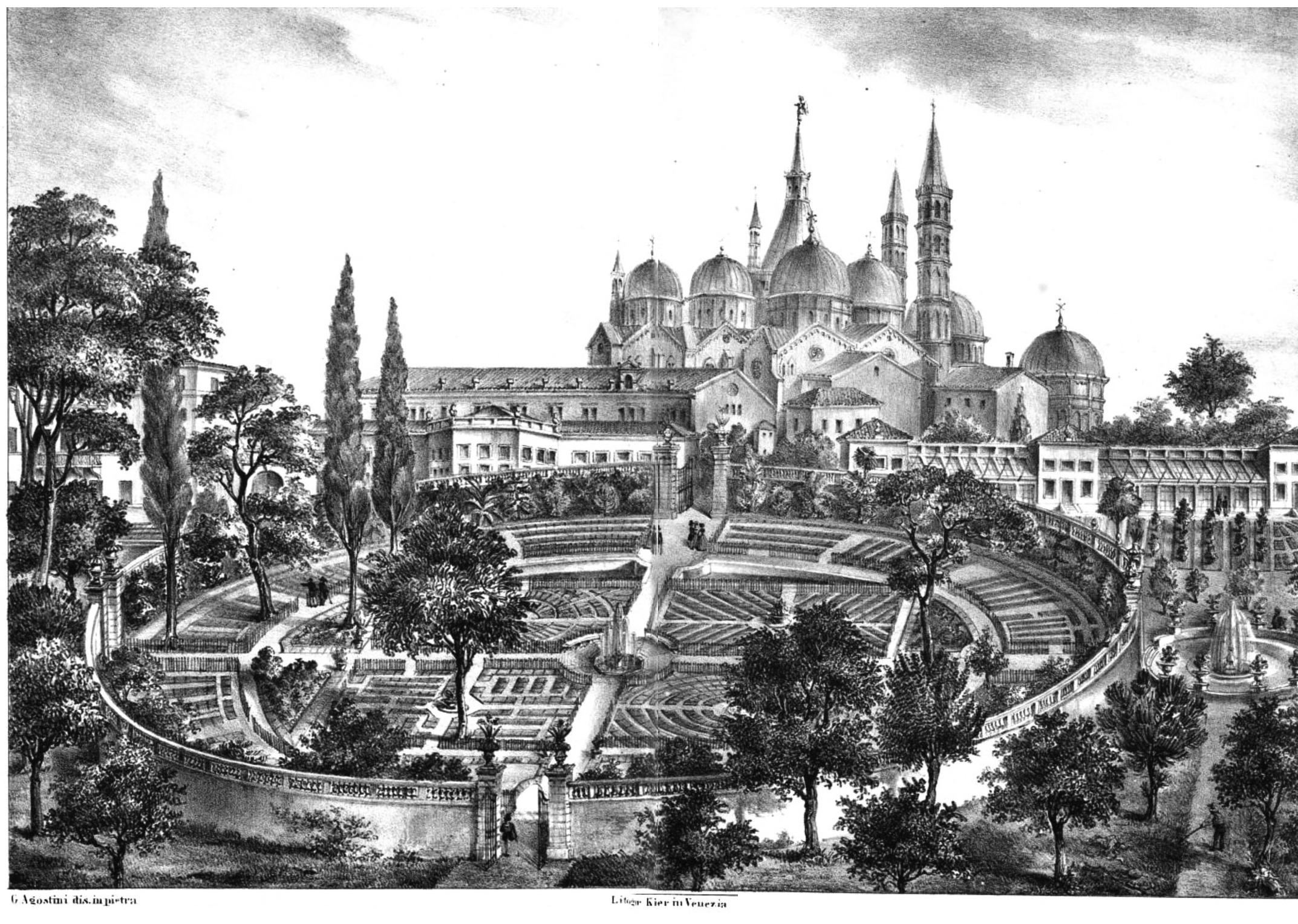
Розпланування — Джованні Мороні да Бергамо. Первісна ділянка ботанічного саду.

В 15 столітті в Італії виникає сад доби Відродження. Він водночас відсилав до часів античності, що сприймалась ідеалом, і до сучасності, котра намагалась всіляко скоротити часову дистанцію з бажаною античністю давньоримського варіанта. Водночас засновники садів намагались показати владу людини над рослинами в межах саду. Тому сади італійського відродження відокремлені від середовища мурами, вони невеликі і замкнені. Навіть цей невеликий простір збагачували доріжками, балюстрадами, випадково знайденими скульптурами і декоративними вазами, фонтаном. Садова скульптура втрачає зв'язок з християнством, якщо сад належить гуманістові чи світському володареві. Звідси потяг до алегоричних скульптур, зображень міфічних персонажів і античних героїв. Скульптури сприяли пробудженню історичного почуття, ставали свідоцтвом «міфологічної обізнаності», що сприймалась ознакою культури і шляхетності. В створенні садів діяльно брали участь італійські гуманісти.
Всі ці риси притаманні і найстарішій ділянці ботанічного саду Падуанського університету. В його створенні брав участь венеційський гуманіст і аристократ Даніеле Барбаро. Сад відокремлений від середовища кам'яними огорожами з брамами, круглий за розплануванням і поділений стежками на окремі ділянки. Сад мав на меті не тільки красу геометричного розпланування, а і практичне використання: тут досліджували і вирощували лікарські рослини (переважно трави), які використовувались для приготування ліків студентами медичного факультету. З міркувань раціонального використання землі — вигідніші прямокутні ділянки, але міркування краси в Падуї переважили (круг визнавали найгармонійнішою фігурою). В розпланування саду втрутився ботанік П'єр Антоніо Мікел, який вписав в круг — квадрат. Високі мури захищали також рослини від розкрадачів. Але крадіжки вночі відбувались, незважаючи на штрафи, тюремне ув'язнення чи висилання з міста. Первісна колекція рослин і трав нараховувала близько 2 000 зразків.

### Сад в XVII–XIX ст.

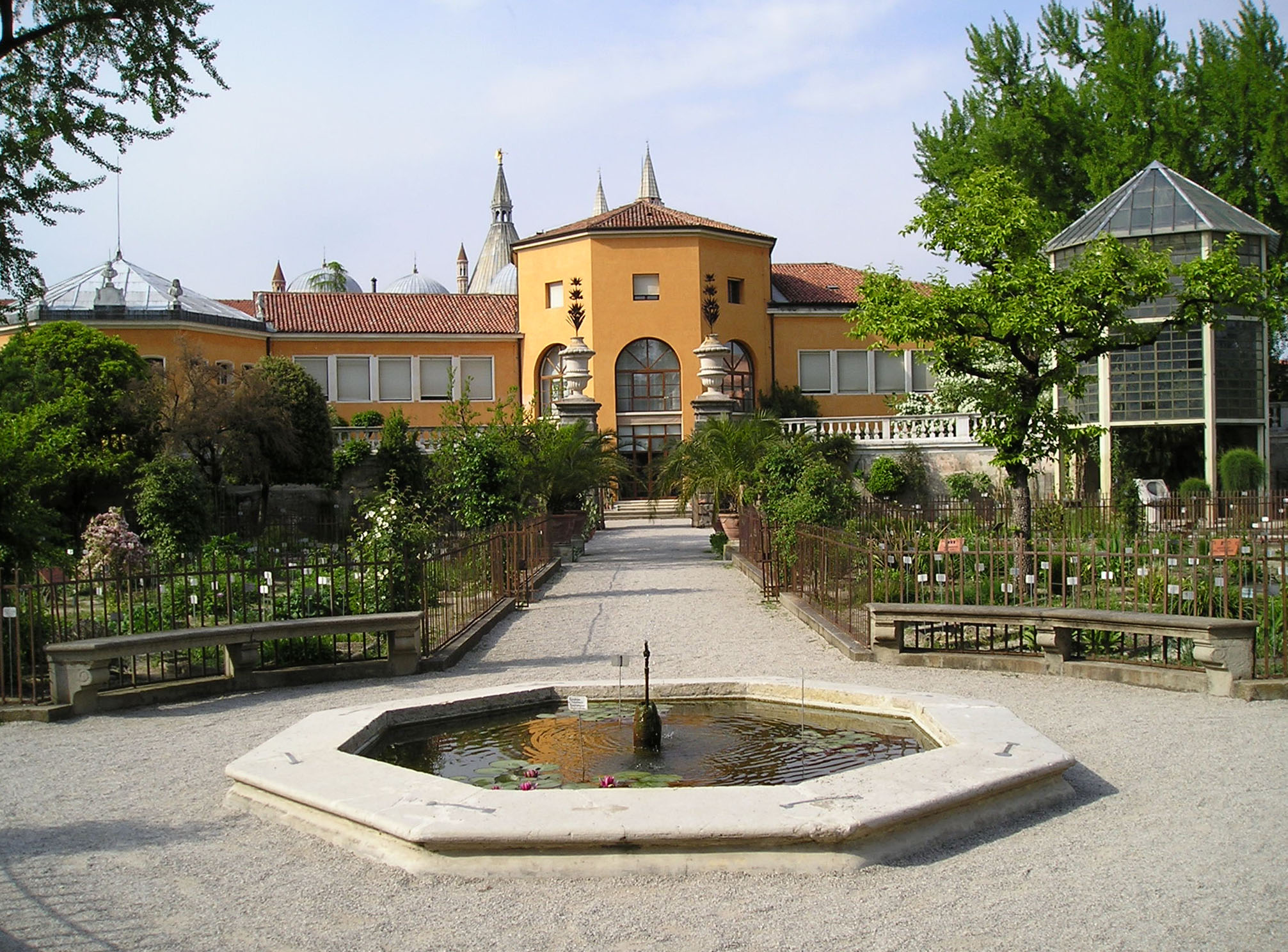
Центральна ділянка саду. На тлі — ботанічна бібліотека і ботанічні музейні колекції

Сад майже 150 років зберігав первісне розпланування, ремонтували лише кам'яні мури та 1704 року прикрасили брами зображеннями ананасів. Колекція рослин постійно збільшувалась за рахунок вивозу нових трав і рослин з країн, з якими межувала чи торгувала Венеційська республіка.
З часом мода на нові ідеї відобразилась і на вигляді саду: в добу бароко додали фонтан, скульптури Соломона та Теофраста, три сонячні годинники. В 19 столітті відновили Оранжереї та вибудували «ботанічний театр» для студентів.

### XX століття
На зламі 20-21 століть площа саду збільшена до 22 0000 квадратних метрів. Завдяки Ботанічному саду Падуанського університету в Італії розпочалося економічне використання картоплі, соняшника, декоративних рослин на кшталт акації, жасмину, магнолії тощо.
Басейн з водними рослинами обладнали постачанням теплою водою, що беруть з підземного горизонту.
1997 року Падуанський ботанічний сад як «прототип всіх ботанічних садів» був внесений ЮНЕСКО в перелік пам'яток Всесвітнього спадку.

## Сучасні колекції рослин

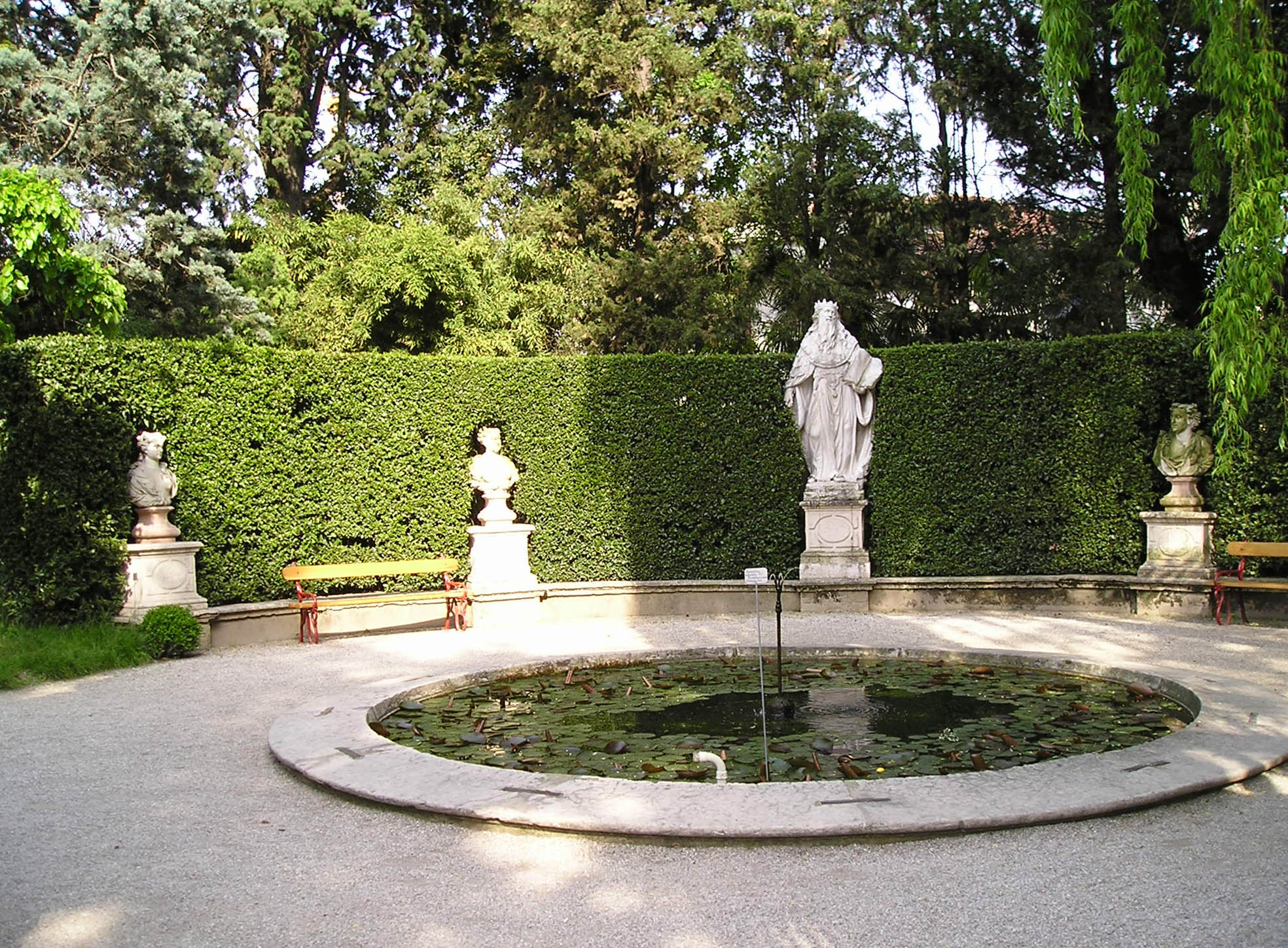
Барокова частина Ботанічного саду зі скульптурами

У колекції представлені найдавніші в Європі гінкго білоба та магнолія, висаджені в 18 столітті, а також:
- Отруйні рослини
- Комахоїдні рослини
- Орхідеї
- Середземноморські рослини
- Водні рослини
- Альпійські рослини
- Рослини рідкісних сортів
- Рослини Червоної книги тощо.

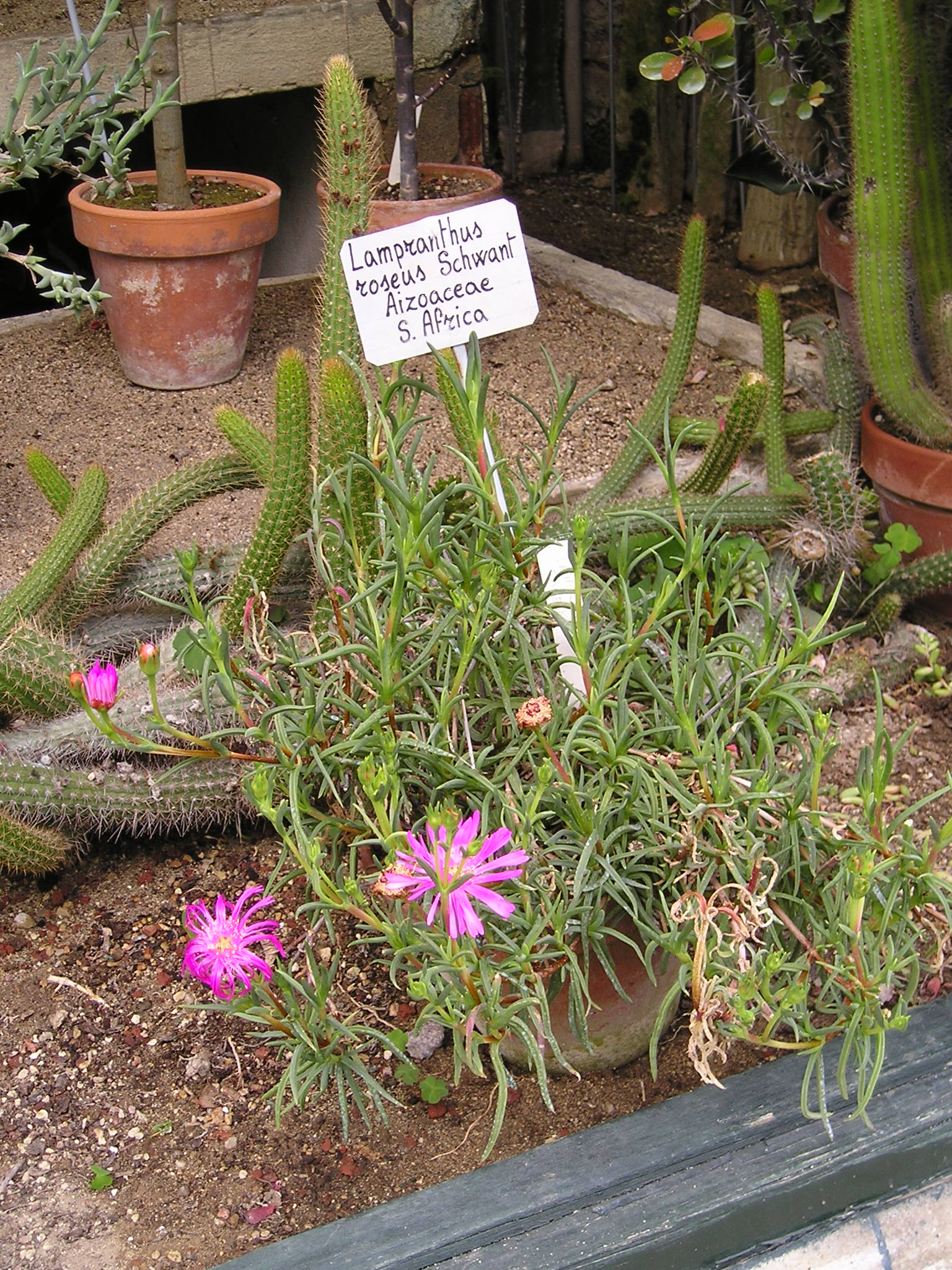
Лампрантус з Південної Африки та кактуси
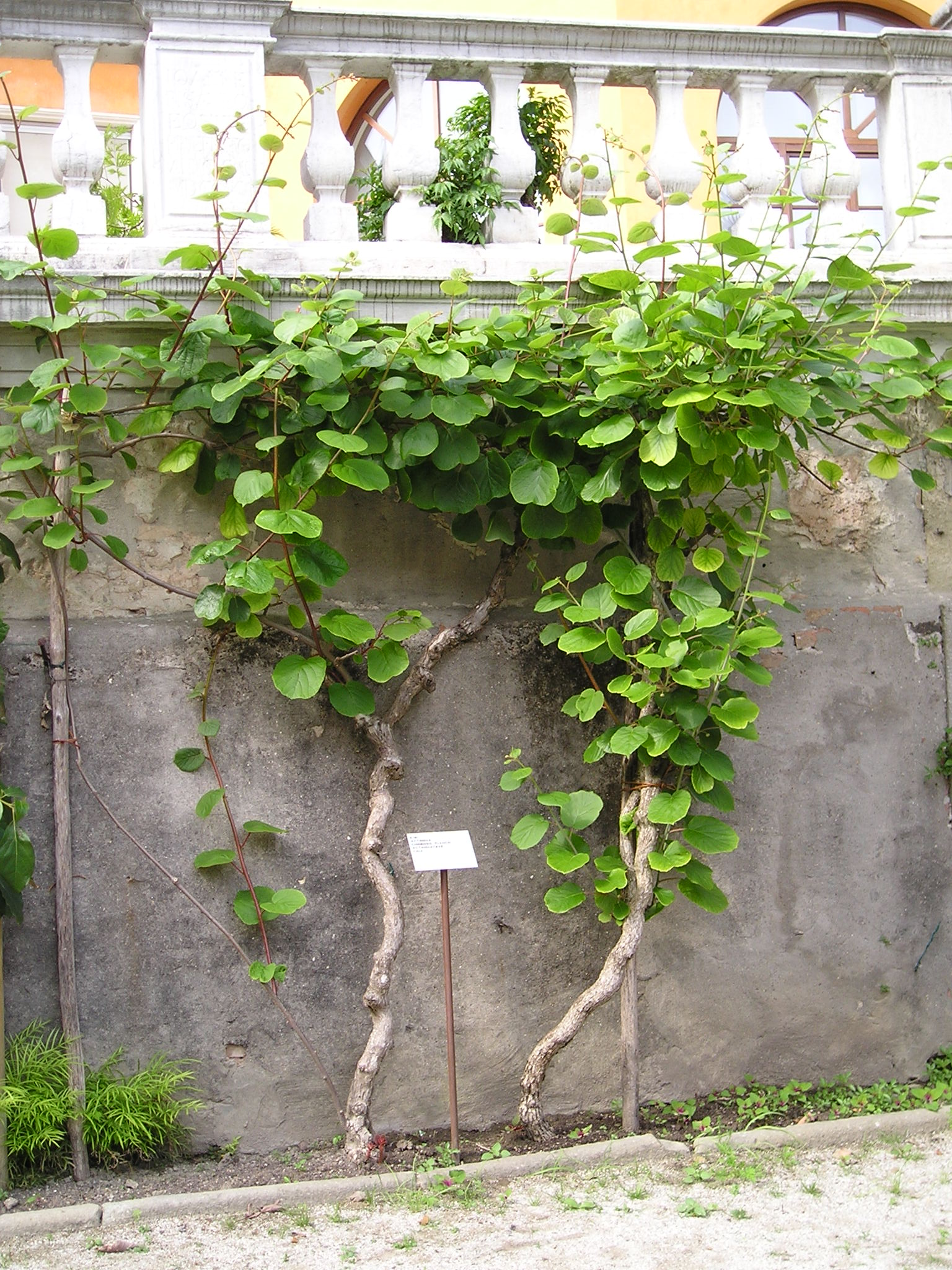
Китайська актінідія (ківі)
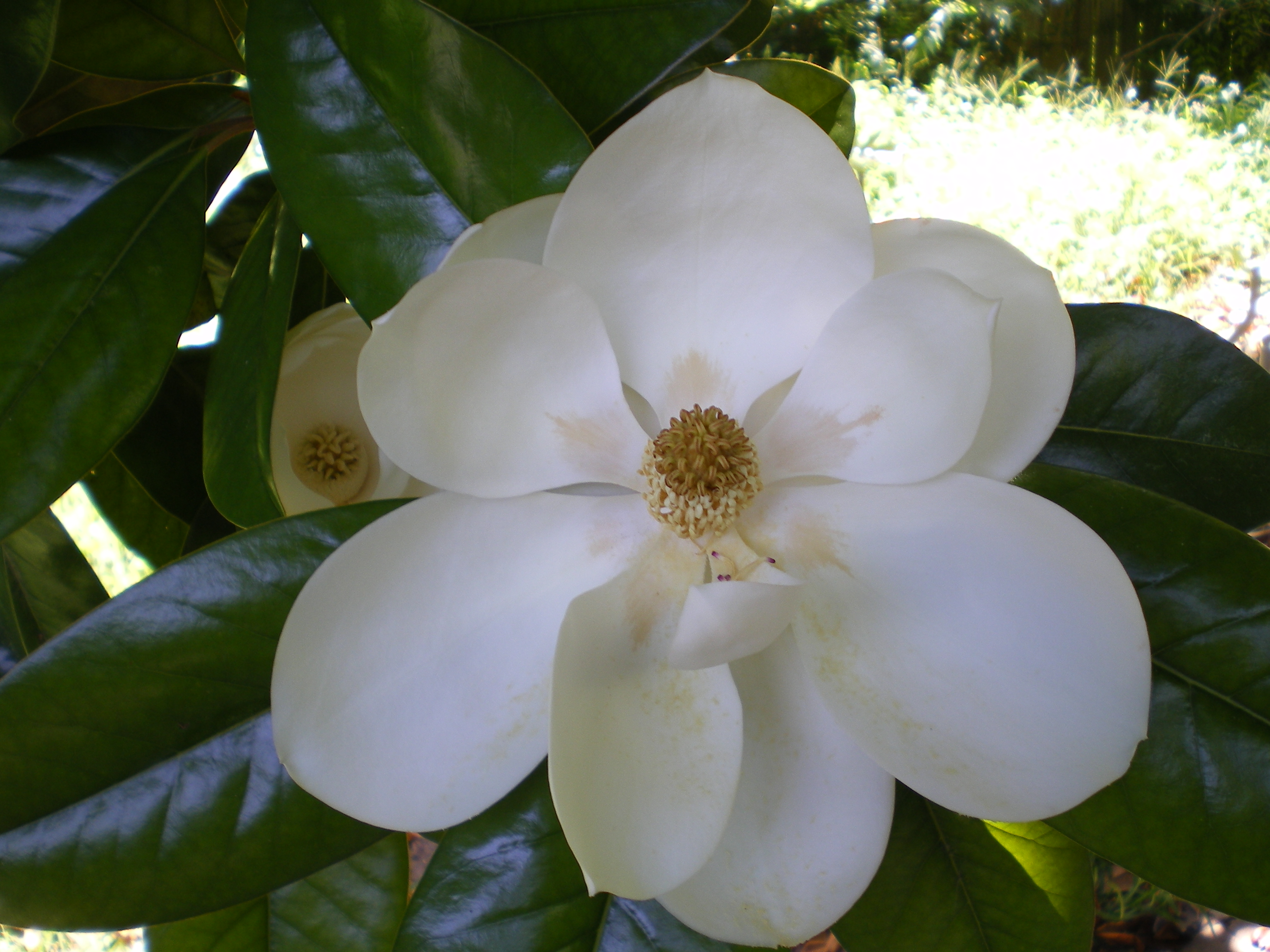
Магнолія крупноквіткова з Північної Америки, квітка
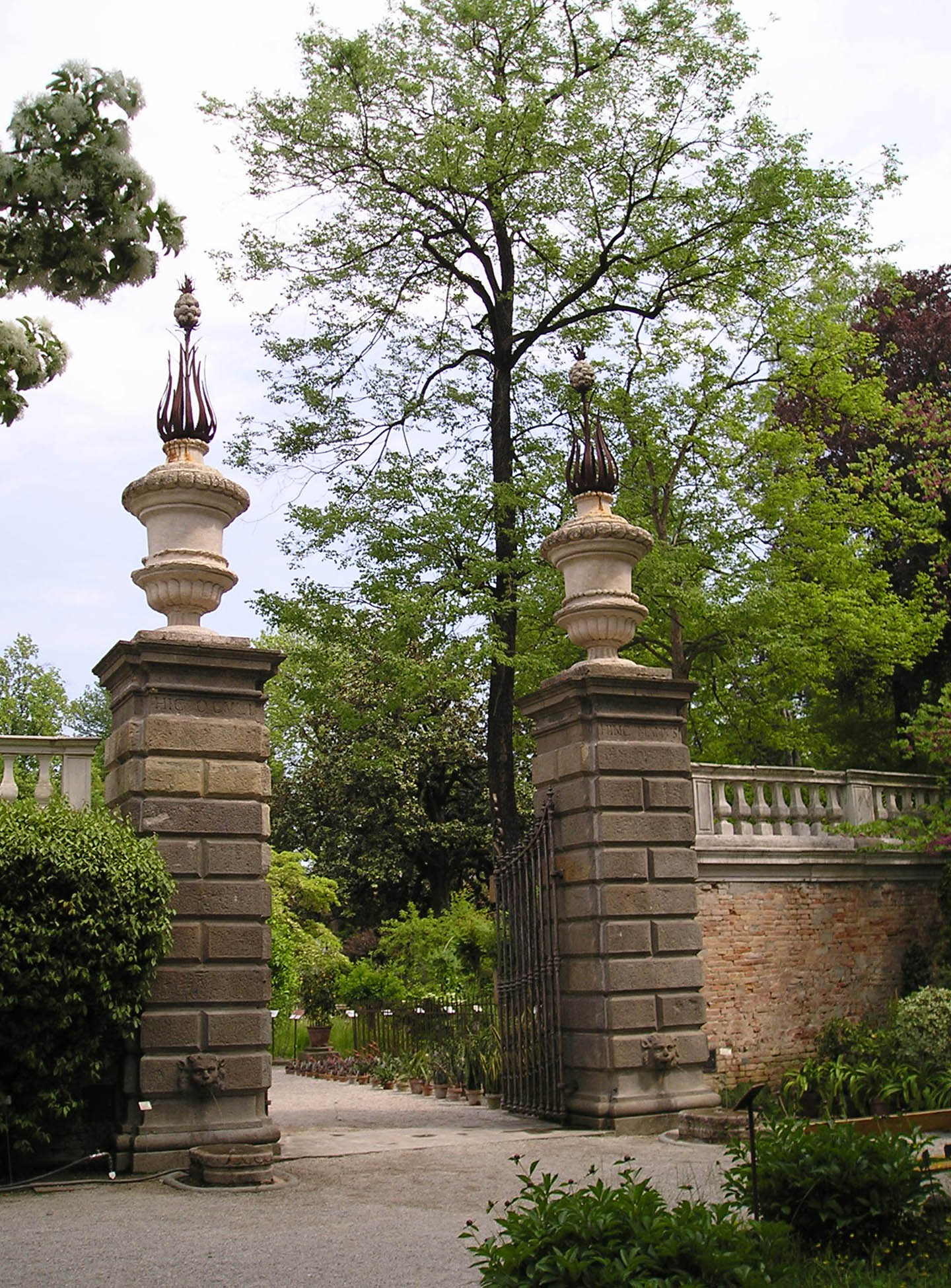
Брама з декоративним ананасом
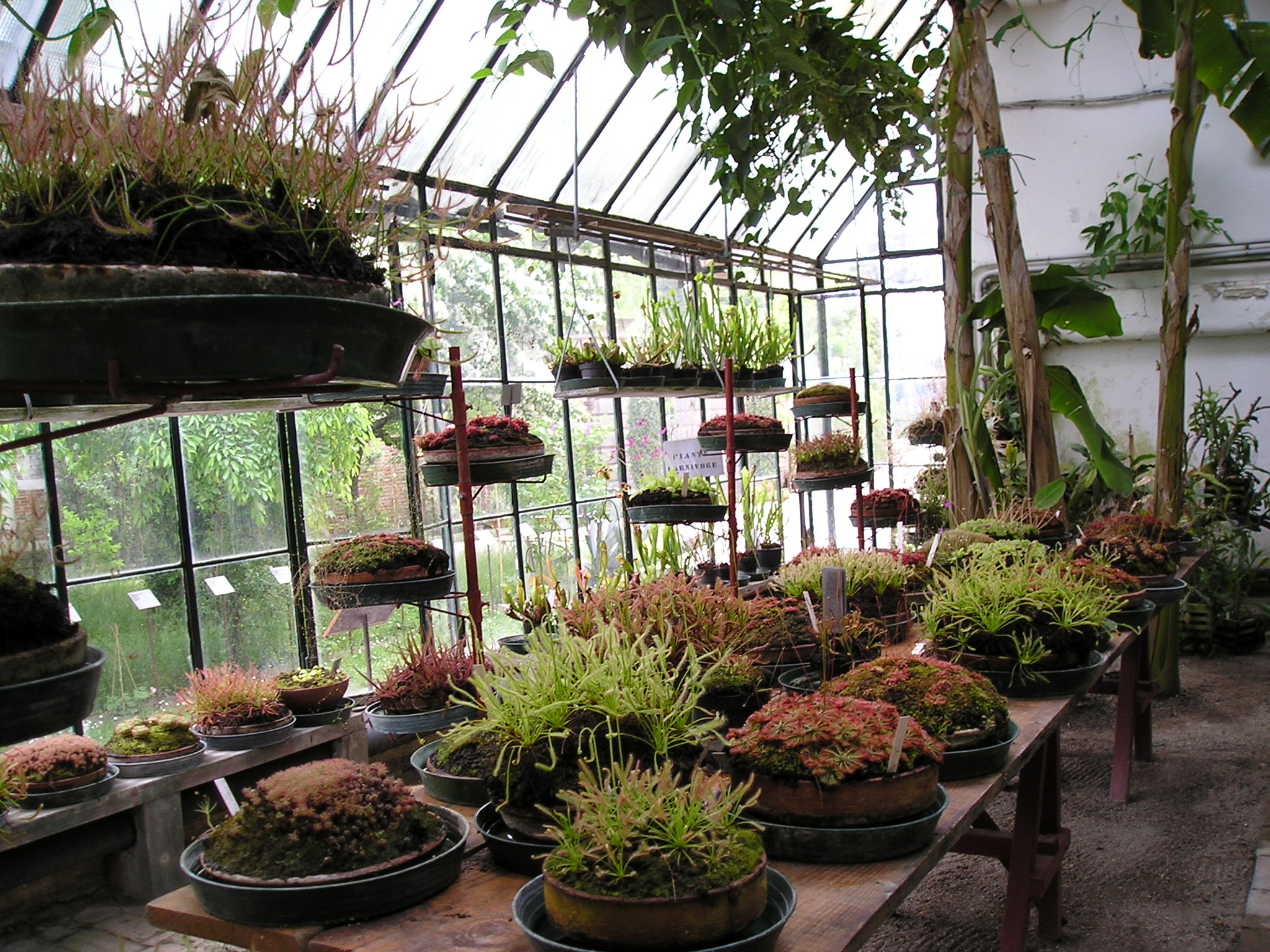
Рослини в оранжереї
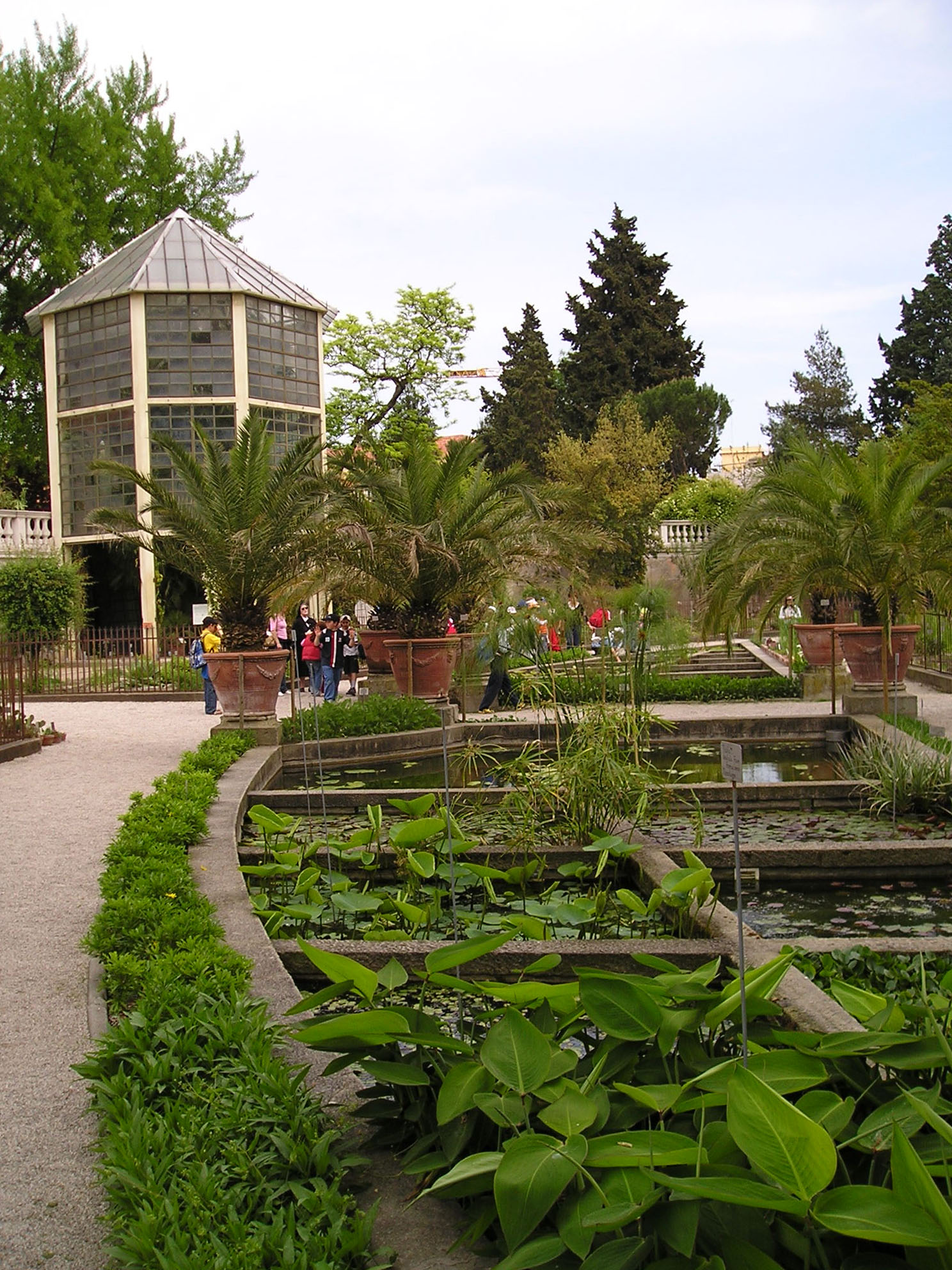
Ділянка з водними рослинами
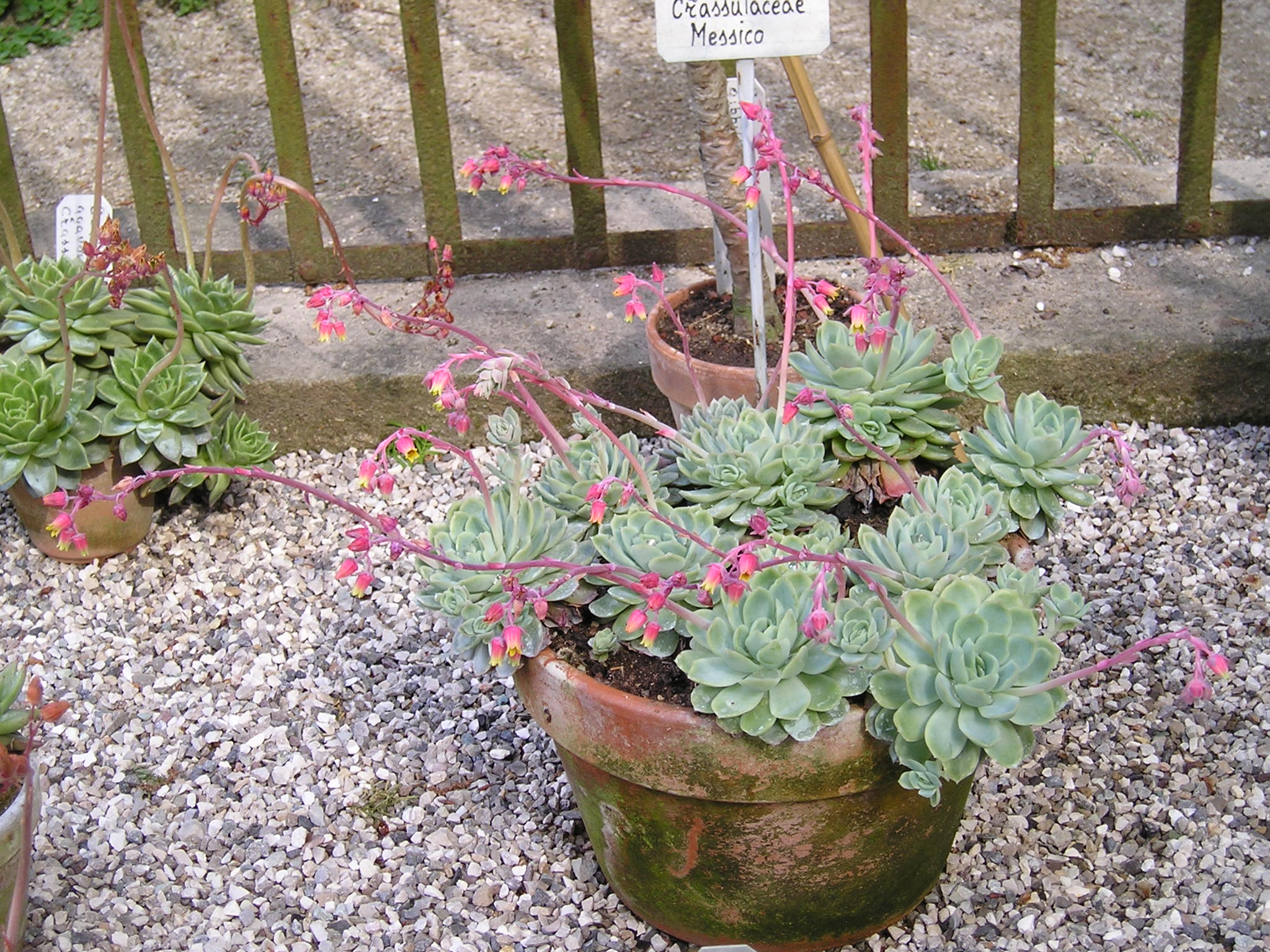
Ехеверія з Мексики
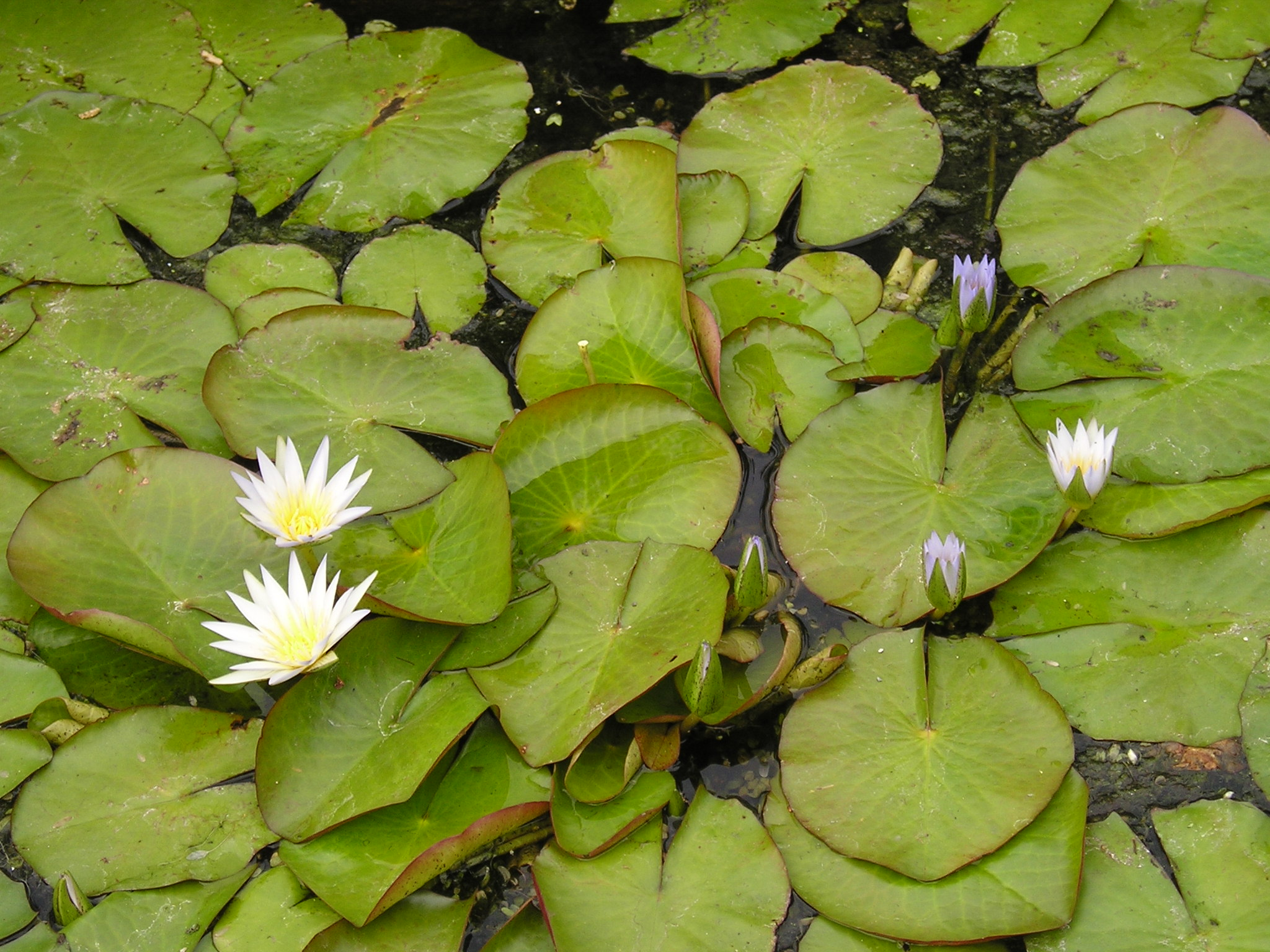
Німфея, квіти